# نيمونا (فلم)
نيمونا (بالإنجليزية: Nimona) هو فيلم أمريكي لعام 2023 للعائلة والأطفال كوميدي وخيال علمي عن مثليي الجنس والمتحولن جنسياً حسب ماهو مصنف على نتفليكس لعام 2023 من إخراج نيك برونو وتروي كوان من سيناريو لروبرت ل. بيرد ولويد تايلور، استنادًا إلى رواية مصورة تحمل نفس الاسم من تأليف نويل ستيفنسون. يعرض الفيلم أصوات كلوي غريس موريتز وريز أحمد.
تم عرض الفيلم لأول مرة في العالم في مهرجان مهرجان أنسي الدولي لأفلام الرسوم المتحركة في 14 يونيو 2023 ، ومن المقرر أن تصدره نتفليكس في 30 يونيو. تلقى الفيلم اشادة من النقاد.

## الحبكة
فتى من عامة الشعب مثلي ينضم إلى الفرسان بقرار من الملكة والذي لفقت له تهمة قتلها وفي محاولة لإثبات برائته تنضم له نيمونا، مراهقة مشاكسة لديها القدرة على تحويل الشكل. تصبح مهمة الفارس معقدة عندما تتهم نيمونا بارتكاب جريمة القتل، بين أن يقتل نيمونا أو ينقذها من ظلم المجتمع الذي يرى أنها وحش.

## الاداء الصوتي
- كلوي غريس موريتز في دور نيمونا.[2]
- ريز أحمد في دور بالستر بلاك هارت.[2]
- يوجين لي يانغ في دور أمبروسيوس غولدنلين.[2]
- فرانسيس كونروي في دور المخرج.[3][4]
- لورين توسان بدور الملكة فاليرين.[3][4]
- بيك بينيت في دور السير ثوديوس سوريبليد.[3][4]
- روبول تشارلز في دور نيت نايت.[3][4]
- إنديا موور بدور ألامزابام ديفيس.[3][4]
- جوليو توريس بدور دييغو سكوير.[3][4]